# Georg Ponsaing
Georg Ponsaing, född 15 maj 1889 i Köpenhamn, död 30 maj 1981, var en dansk arkitekt. 
Ponsaing, som var son till fuldmægtig Christian Ponsaing (död 1909) och Marie Larsen (död 1940), var murarlärling samt studerade på tekniska skolan i Köpenhamn och på Det Kongelige Danske Kunstakademi. Han bedrev självständig arkitektverksamhet från 1914; tillsammans med Svend Møller 1919–1929 och tillsammans med Find Ponsaing 1950–1971. Han var ledare för Akademisk Arkitektforenings rättskommitté 1947–1950, skiljedomare för murarfacket 1944–1950, medlem av Børnehjælpsdagens (motsvarande Barnens dag i Sverige) affärskommitté 1939–1953, byggnadssakkunnig medlem av socialministeriets sparkommitté 1952 angående barnomsorgen. Han ritade bland annat bostadshus, kommunala skolor, barnträdgårdar, barnkrubbor, pensionärsbostäder och ålderdomshem. Han tilldelades Fredriksberg kommuns pris 1916 och Rødovre kommuns pris 1950, 1952 och 1955.